# Dobromilice
Dobromilice (deutsch Dobromilitz, auch Dobromielitz) ist eine Gemeinde im Okres Prostějov in Tschechien.
Die erste urkundliche Erwähnung des Ortes geht auf das Jahr 1280 zurück.
Sehenswürdigkeiten sind das Allerheiligenkirche, das Schloss, eine Steinbrücke aus dem 16. Jahrhundert und die Kapelle hinter dem Schloss.

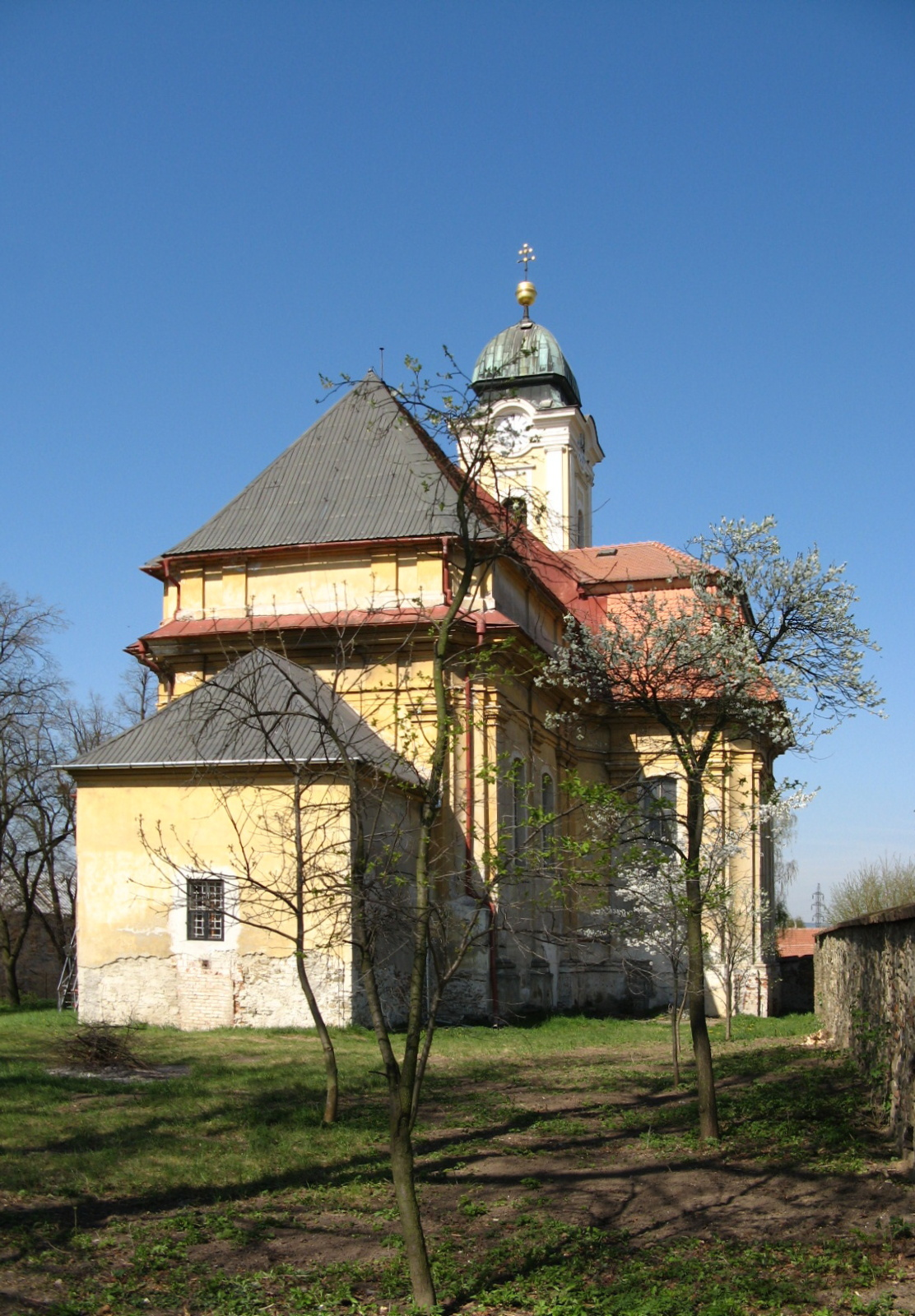
Allerheiligenkirche
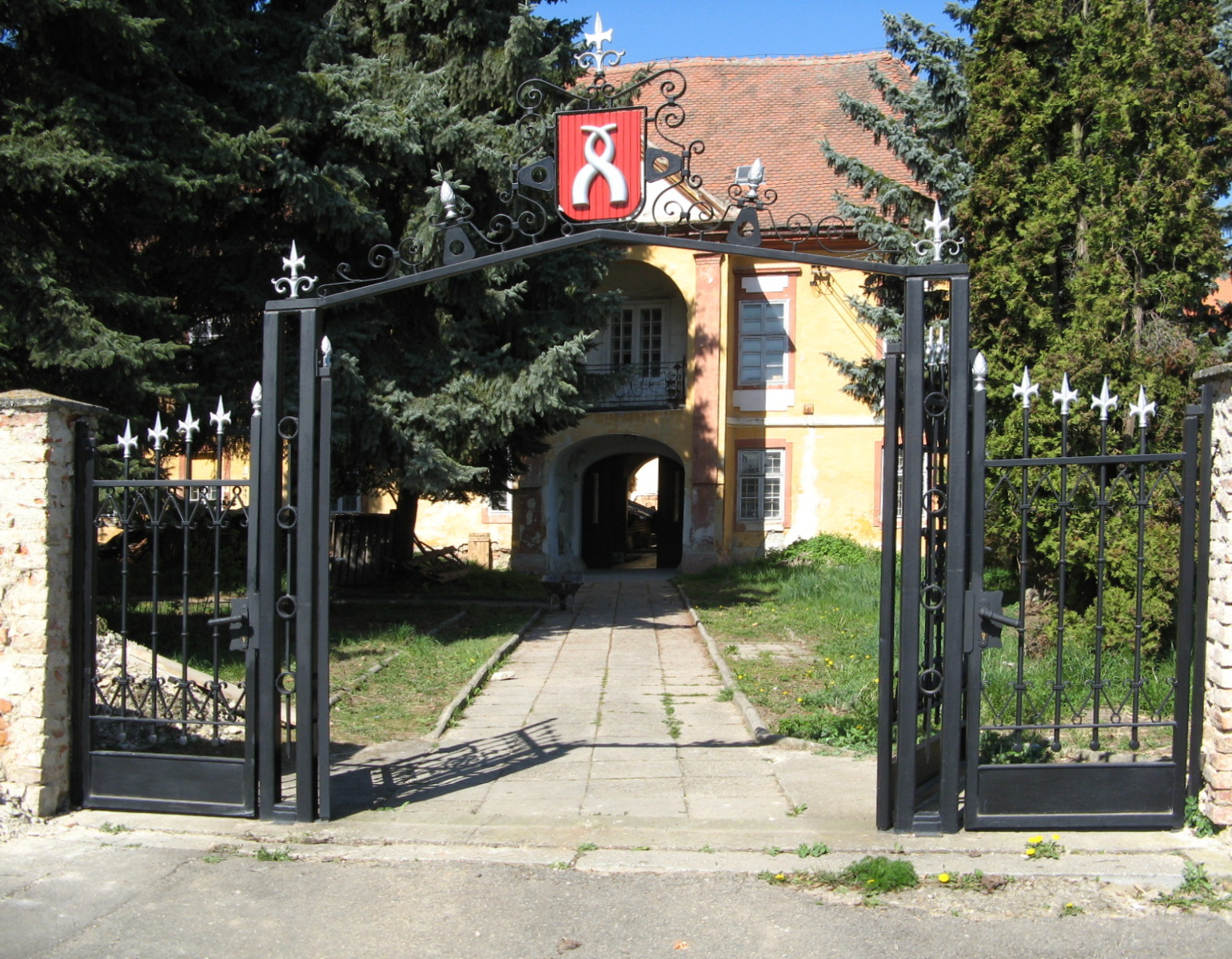
Eingang zum Schloss
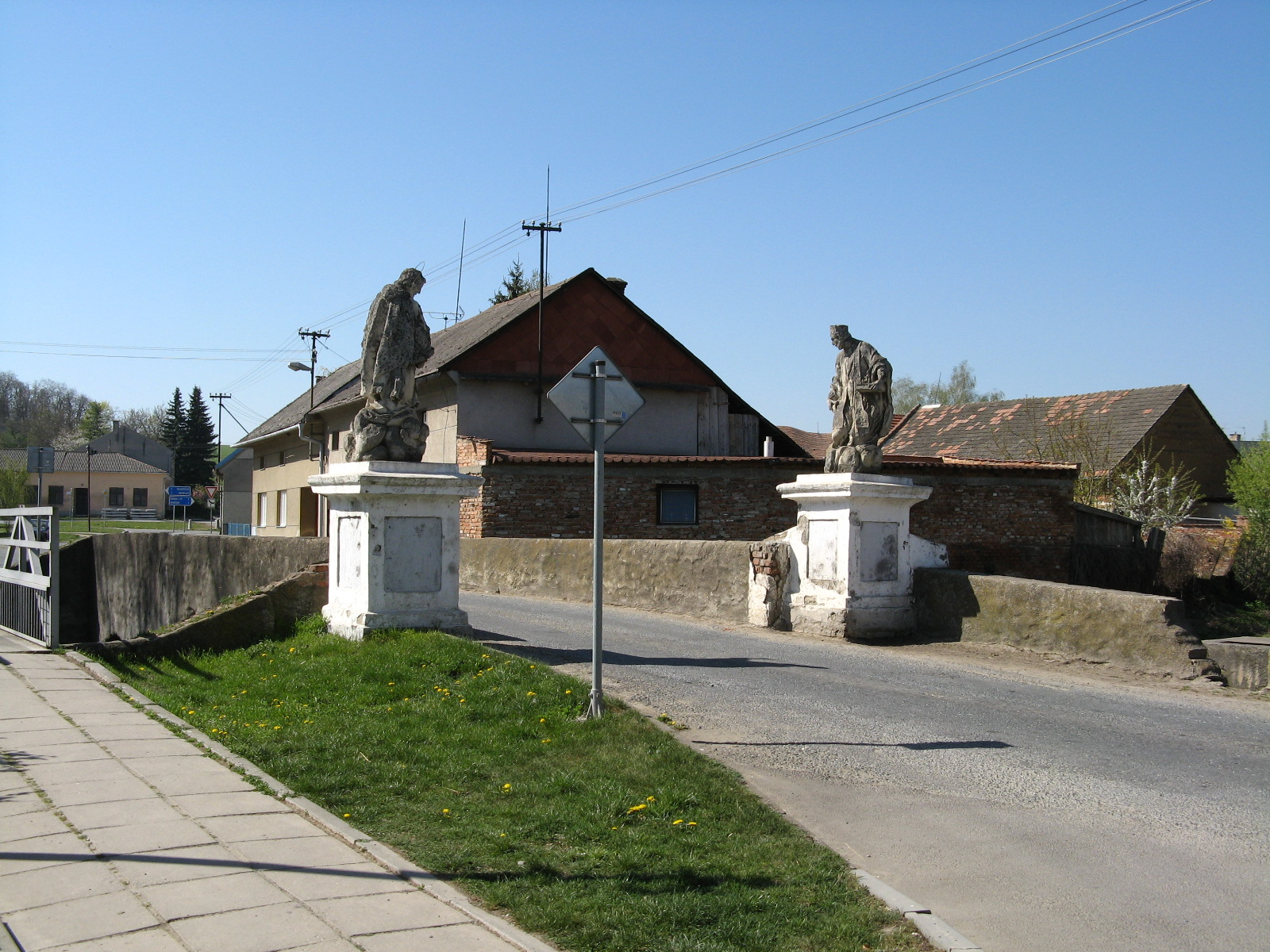
Brücke in Dobromilice
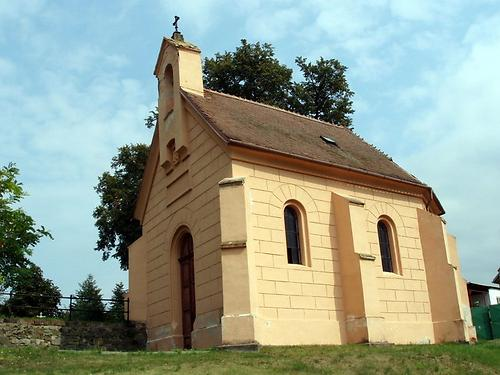
Begräbniskapelle der Grafen Bukuwka von Bukuwky

## Söhne und Töchter der Gemeinde
- Anton Nowotny (1827–1871), Autor von Schachkompositionen und Jurist in Brno/Brünn
- Karl Michael von Levetzow (1871–1945), Autor und Librettist